# 2. Violinkonzert (Prokofjew)

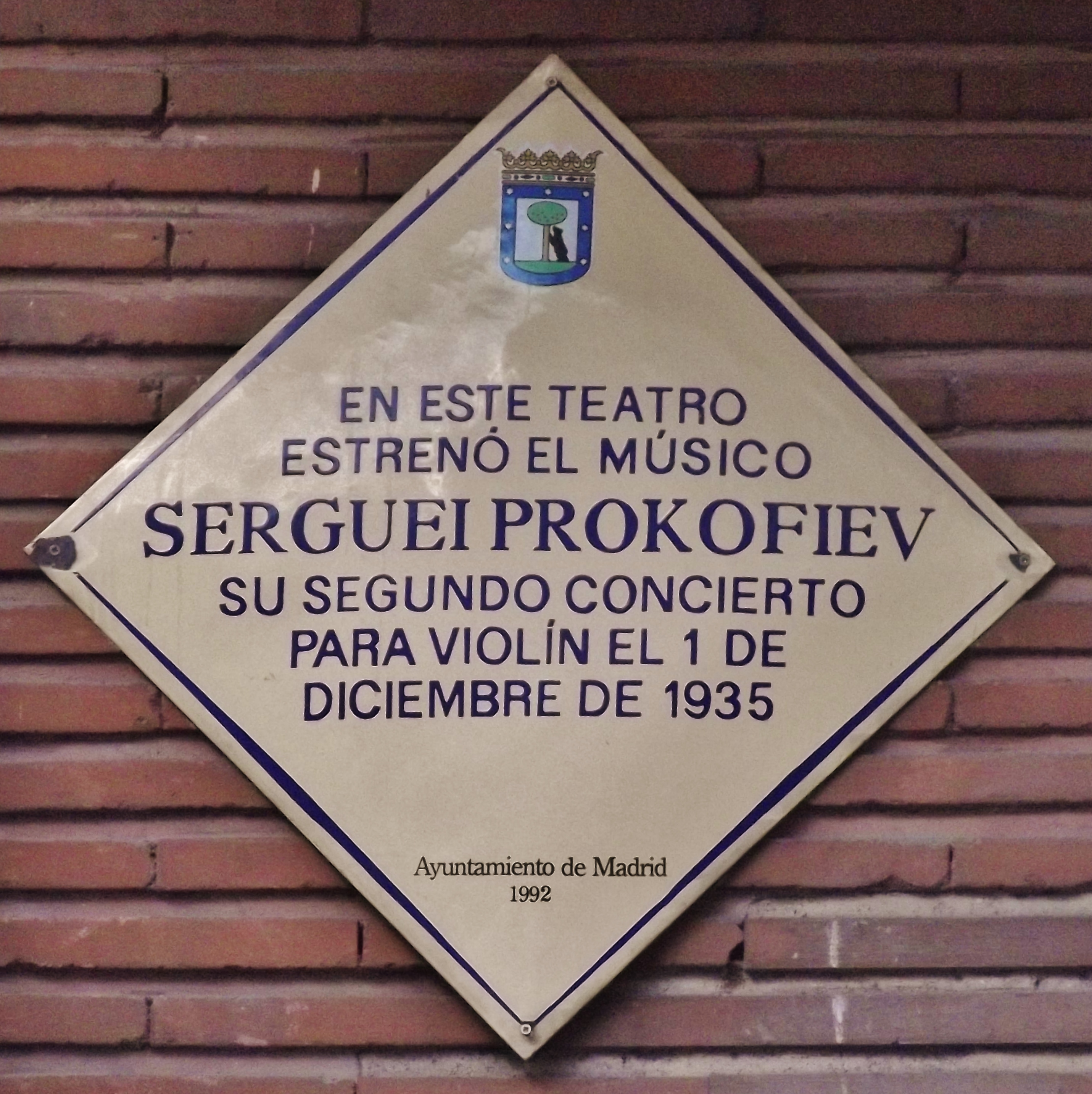
Teatro Monumental

Das 2. Violinkonzert in g-Moll, op. 63 ist ein Violinkonzert des russischen Komponisten Sergej Prokofjew.

## Entstehung
Das Violinkonzert entstand im Sommer des Jahres 1935, etwa zwanzig Jahre nach dem ersten. Aufgetragen wurde dem Komponisten das Werk von französischen Verehrern des Geigenvirtuosen Robert Soetens. Diese regten Prokofjew an, ein Violinkonzert zu schreiben, dessen Aufführungsrecht allerdings ein Jahr lang allein bei Soeten liegen sollte. Prokofjew, der sich ohnehin mit dem Gedanken trug, ein weiteres Violinkonzert zu schreiben, kam diesem Wunsch nach. Zu dieser Zeit lebte der Komponist nicht mehr in Russland, verspürte aber zunehmend den Wunsch, dorthin zurückzukehren. Das Violinkonzert entstand, dem Status Prokofjews als Weltbürger entsprechend, in verschiedenen Ländern während seiner Konzertreisen. So wurde der erste Satz beispielsweise in Paris komponiert, während das lyrische Hauptthema des Andantes in Woronesch geschrieben wurde. Erstmals gespielt wurde das Konzert in Madrid, während einer Konzertreise Soetens.
Prokofjew entschied sich hier für die klassische dreisätzige Form und konzipierte das Werk nach den Maßstäben seiner „neuen Einfachheit“, zu welcher er kompositorisch inzwischen gelangt war. Der Solopart ist trotzdem höchst anspruchsvoll und teilweise virtuos gestaltet.

## Zur Musik

### Orchesterbesetzung
Solo-Violine – 2 Flöten, 2 Oboen, 2 Klarinetten, 2 Fagotte – 2 Hörner, 2 Trompeten – Schlagzeug – 1. Violine, 2. Violine, Bratsche, Violoncello, Kontrabass

### 1. Satz: Allegro moderato
Der Hauptsatz des Konzertes beginnt mit einer Solointonation der Violine, welche das nach einem russischen Lied klingende Hauptthema darstellt. Die Bratschen und Kontrabässe stimmen in den Themenvortrag mit ein, bevor ein rhythmisch verändertes, schnelleres Zwischenspiel den Vortrag unterbricht. Immer wieder kommt es zu diesen kurzen und unruhigen Zwischenspielen. Ein zweiter Gedanke ist von lyrischer Natur und wird durch Streicher und Holzbläser eingeführt, bevor die Solovioline ihre Kantilene entwickelt. In der Folge wechseln sich rasche, virtuose Elemente mit nachdenklichen Passagen ab. Das erste Thema setzt sich immer weiter durch und wird vielfältig verarbeitet, hierbei nimmt es zunehmend einen freudigen und sprunghaften Duktus an. Gegen Ende des Satzes kehrt es in seiner dramatischen Ausgangsform zurück und beendet den Satz, begleitet von den Pizzicati der Streicher.

### 2. Satz: Andante assai – Allegretto
Das Andante beginnt mit einem lyrischen Thema, der Solovioline auf dem weichen Untergrund der Pizzicati der Streicher. Das kantable Hauptthema breitet sich in ergreifenden Gesang des Soloinstrumentes aus und erreicht immer größere Erhabenheit, da es vom ganzen Orchester aufgenommen und begleitet wird. Nachdem es mit Tonwiederholungen und Geschwindigkeitssteigerung verarbeitet wurde, taucht es erneut im ganzen Orchester auf, nun begleitet von rhythmisch leicht verschobenen Akkorden. Es folgt der Allegretto-Teil, welcher an die Verarbeitung des Hauptthemas im ersten Satz erinnert. Die Solovioline spielt schnelle Tonreihen und Tonwiederholungen, auf einem geheimnisvoll wirkenden Klanggrund der Holzbläser. Kurz darauf bekommen diese Sololäufe der Violine einen breiteren Orchesteruntergrund, der mit einem marschartigen Gedanken durch die Trompeten eingeführt wird. Die Rückkehr des lyrischen Hauptthemas führt schließlich zum leisen Verklingen des ergreifenden Satzes.

### 3. Satz: Allegro ben marcato
Der Satz beginnt mit einem markanten, leicht disharmonischen Thema der Solovioline. Auf rhythmisch pochenden Untergrund entfaltet sie im virtuosen Spiel das sperrige und tänzerische Hauptthema. Dieses Treiben durchzieht den atemlosen Satz, welcher am deutlichsten der „neuen Einfachheit“ des Kompositionsstils Prokofjews entspricht, da die harmonischen und rhythmischen Strukturen des Satzes einfach und modern wirken. Der markant-begleitende Einsatz von Schlaginstrumenten verleiht dem Satz ein besonderes Klangbild.

## Wirkung
Die Uraufführung des Konzertes fand im Dezember 1935 in Madrid, mit Widmungsträger Soeten als Solisten, statt. Sie wurde, im Gegensatz zur Erstaufführung des 1. Violinkonzertes, zu einem großen Erfolg für Solist und Komponisten. Prokofjew, welcher kurz danach in seine russische Heimat zurückkehrte, konnte sich in der Folge gegen propagandistische Vereinnahmungen des Stalin-Regimes nicht wehren. So wertete die sowjetische Musikkritik die Hinwendung Prokofjews zur Solovioline und zur Einfachheit, als Verwirklichung des geltenden sowjetischen Ideals, der einfachen und volkstümlichen Kunst. Des Weiteren wurde das Werk als Einsicht Prokofjews von der „Ziellosigkeit seines formalen Experimentierens“ interpretiert. Mit dem Ende Stalins begann man teilweise auch in Russland, das Werk Prokofjews und einiger anderer vereinnahmter Komponisten, differenzierter zu betrachten.
Das Konzert gehört heute zum Standard-Repertoire aller Geigenvirtuosen und wird häufig und gerne in aller Welt aufgeführt. Neben den klassischen Violinkonzerten Mozarts, Beethovens und Mendelssohns und den großen romantischen Konzerten von Tschaikowski, Brahms, Dvořák und Sibelius gehören die Violinkonzerte Prokofjews mit jenen von Dmitri Schostakowitsch, Alban Berg, Béla Bartók und Benjamin Britten heute zum Kanon der bedeutendsten Violinkonzerte.